# Виньола, Роберт
Роберт Дж. Виньола (итал. Robert G. Vignola; 5 августа 1882 — 25 октября 1953) — итальянский и американский актёр, сценарист и режиссёр.

## Биография
Роберт Дж. Виньола родился в городе Тривиньо, в провинции Потенца. В возрасте трёх лет Виньола вместе с его семьёй покинул Италию и переехал в Нью-Йорк. Его актёрский дебют состоялся в 19 лет в театральной постановке «Ромео и Джульетта».
Он начал свою карьеру в кино в качестве актёра в 1906 году в короткометражном фильме «Черная рука» режиссёра Уоллеса Макка́тчена производства Байограф. Год спустя он стал работать на студии «Калем», для которой сделал множество фильмов. Как актёр Виньола сыграл Иуду Искариота в фильме «От яслей до креста» (1912), одном из самых успешных фильмов того периода.
Как режиссёр он снял 87 фильмов, часть из них утеряна: «Вампир» (1913) и «Семнадцать» (1916), в котором сыграл Рудольф Валентино, не указанный в титрах. Кроме этого, был высоко-бюджетный «Когда рыцарство было в Цвету» (1922), «Déclassée» (1925), в котором сыграл Кларк Гейбл, не указанный в титрах. Фильм «Разбитые мечты» (1933) получил номинацию за лучший иностранный фильм на Венецианском кинофестивале, и «Аллая буква» (1934) — последний фильм Коллины Мур.
Роберт Дж. Виньола умер в Голливуде в 1953 году и был похоронен на кладбище Св. Агнес, Менандс, Нью-Йорк.

## Фильмография

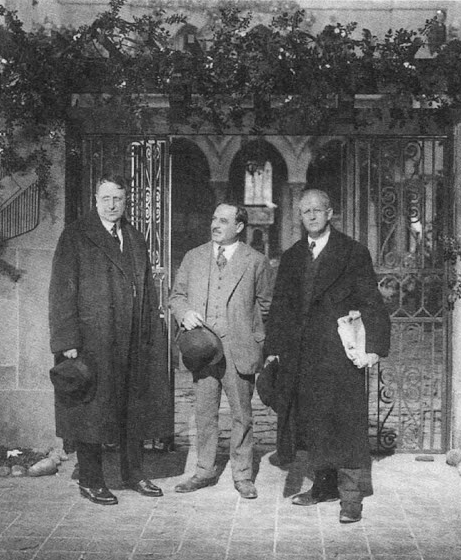
Слева направо: Уильям Рэндольф Херст, Роберт Дж. Виньола и Артур Брисбен в Нью-Йорке во время съёмок «Мир и Его жена» (1920)

### Актёр
- 1906 — Чёрная рука
- 1908 — Борьба за свободу
- 1910 — Парень из старой Ирландии
- 1911 — / The Colleen Bawn
- 1912 — От яслей до креста
- 1913 — Лесопилка Опасности
- 1913 — Отчаянный шанс
- 1913 — Сабля Пророка

### Режиссёр

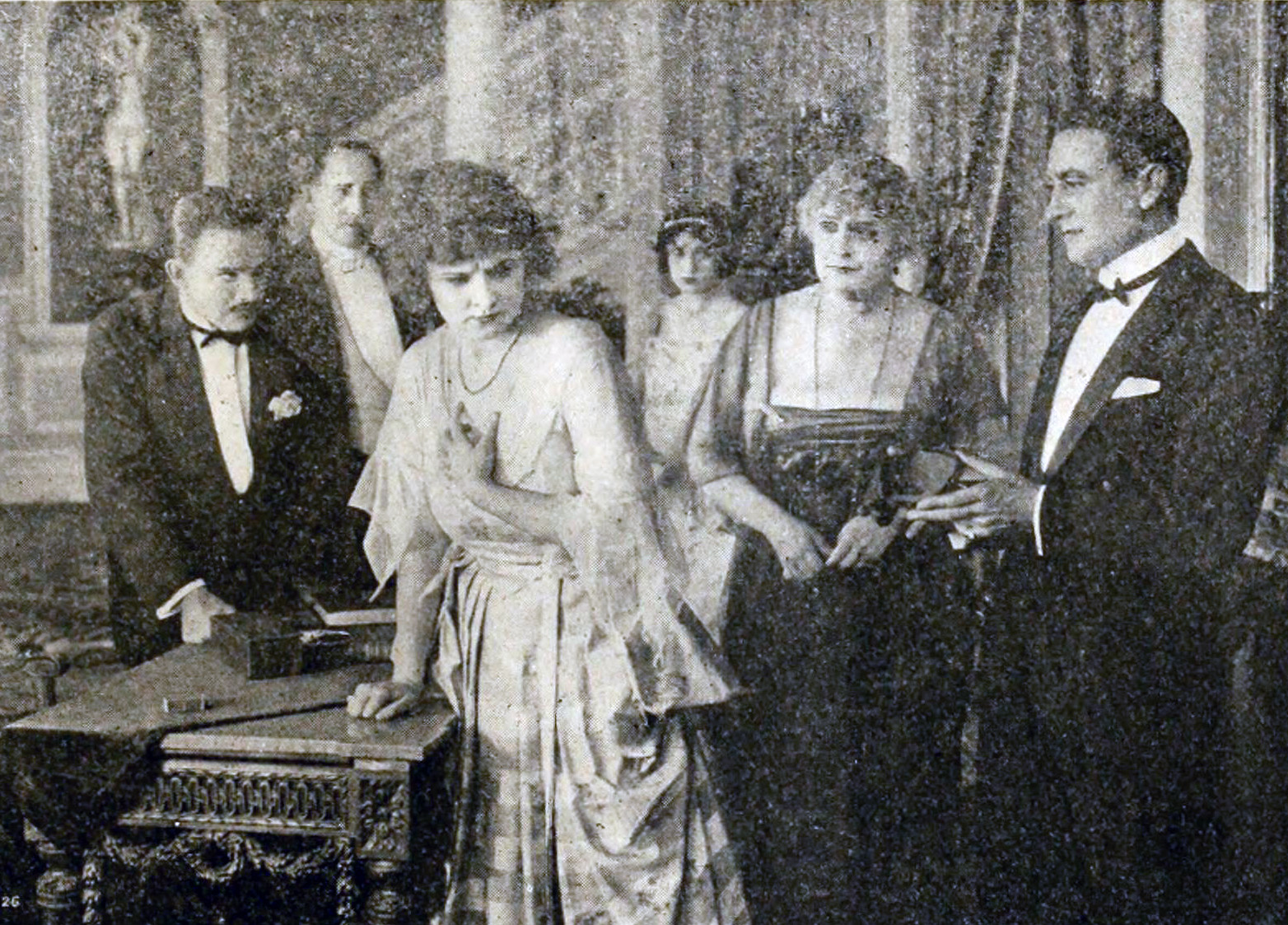
Фильм «Сцена из под крыши» (1916)

- Вампир (1913)
- Одри (1916)
- Семнадцать (1916)
- Зло Оного (1916)
- В Момент Перед (1916)
- Под прикрытием (1916)
- Большие надежды (1917)
- Her Better Self (1917)
- Судьба Фифи (1917)
- Любовь, Что Живёт (1917)
- Дважды Пересек (1917)
- Женское оружие (1918)
- His Official Fiancée (1919)
- More Deadly Than The Male (1919)
- Мир и Его Жена (1920)
- Enchantment (1921)
- Красота стоит (1922)
- Когда рыцарство в Цвете (1922)
- Адам и Ева (1924)
- Иоланда (1924)
- В Браке Флиртует (1924)
- Путь девочки (1925)
- Déclassée (1925)
- Кабаре (1927)
- Разбитые мечты (1933)
- Алая Буква (1934)
- Девочка из Скотланд Ярда (1937)

## Примечание
1. 1 2  Internet Movie Database (англ.) — 1990.
2. ↑  Alfred Krautz, Hille Krautz, Joris Krautz, Encyclopedia of film directors in the United States of America and Europe, Volume 2, Saur, 1997, p.221
3. ↑  Robert G. Vignola; allmovie.com